# Tommaso Pio Boggiani

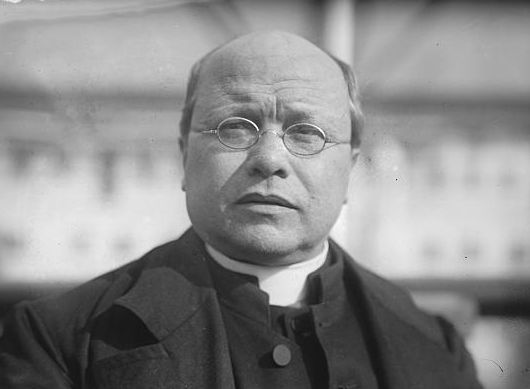
Tommaso Pio Kardinal Boggiani

Kardinalswappen

Tommaso Pio Kardinal Boggiani OP (* 19. Januar 1863 in Boscomarengo, Provinz Alessandria, Italien; † 26. Februar 1942 in Rom) war Erzbischof von Genua und später Kurienkardinal der römisch-katholischen Kirche.

## Leben
Tommaso Pio Boggiani trat 1879 in Chieri in den Dominikanerorden ein und studierte anschließend in verschiedenen Ausbildungshäusern seines Ordens in Italien sowie in Graz die Fächer Katholische Theologie und Philosophie. Nach seiner Priesterweihe arbeitete er einige Jahre als Missionar in Konstantinopel. 1891 wurde er Prior des Dominikanerkonvents von Ragusa. In den Jahren 1898 bis 1900 leitete er das philosophische Kolleg in Graz, 1900 wurde er Pfarrer in Genua.
1908 ernannte ihn Papst Pius X. zum Bischof von Adria e Rovigo. Die Bischofsweihe spendete ihm am 22. November 1908 Kardinal Rafael Merry del Val y Zulueta; Mitkonsekratoren waren Domenico Marengo, Erzbischof von Smyrna, und Giuseppe Capecci, Bischof von Alessandria della Paglia. 1912 wurde er unter Verzicht auf sein Bistum zum Titularerzbischof von Edessa in Osrhoëne und zum Apostolischen Delegaten in Mexiko ernannt. 1914 wurde er Apostolischer Administrator von Genua und war im selben Jahr Sekretär des Konklaves.
Papst Benedikt XV. nahm Tommaso Pio Boggiani am 4. Dezember 1916 als Kardinalpriester mit der Titelkirche Santi Quirico e Giulitta in das Kardinalskollegium auf und ernannte ihn am 19. März 1919 zum Erzbischof von Genua. Tommaso Pio Boggiani legte die Leitung der Erzdiözese aber bereits 1921 wieder nieder. Er nahm am Konklave 1922 teil und war 1927 Päpstlicher Legat beim 9. Nationalen Eucharistischen Kongress in Bologna. 1929 wurde er zum Kardinalbischof von Porto und Santa Rufina erhoben und nahm ab 1933 das Amt des Kanzlers der Heiligen Römischen Kirche wahr. In dieser Funktion erhielt er zusätzlich die Titelkirche San Lorenzo in Damaso.
Tommaso Pio Boggiani starb am 26. Februar 1942 in Rom und wurde in der Pfarrkirche seines Geburtsortes bestattet.